# Alexandre de Winiwarter
Alexandre de Winiwarter, né à Vienne le 22 avril 1848 et mort à Liège le 31 octobre 1917, est un chirurgien autrichien naturalisé belge, professeur à l'Université de Liège. Il est le frère de Felix von Winiwarter (en), médecin. Il est le père de Hans de Winiwarter, embryologiste et collectionneur d'art japonais.

## Biographie
Alexandre de Winiwarter a obtenu son doctorat en médecine à l'Université de Vienne en 1870. Il est chirurgien assistant à la Clinique Universitaire de Vienne sous la direction de Theodor Billroth, un pionnier des pratiques chirurgicales modernes. Billroth le tenait pour l'un de ses meilleurs élèves. Ils avaient réalisé ensemble sur des animaux des opérations expérimentales de l’œsophage et du larynx. Il passe son habilitation à l'enseignement de la chirurgie en 1876. Avec Carl Gussenbauer, il réalise avec succès une gastrectomie partielle expérimentale dans un cas de cancer du pylore.
Il devient chef du service de chirurgie de l'Hôpital pour enfants Prince Rudolf. En 1878, à l'invitation de l'Université de Liège, il prend la chaire de chirurgie. Il acquiert la nationalité Belge. Il est très apprécié de ses étudiants et devient un personnage influent à l'Université et dans la ville Liège. Mais à Liège il a peu de temps à consacrer à la chirurgie expérimentale. Il se concentre sur l'opération de diverses sortes de cancer.
À la fin du XIXe siècle, Winiwarter introduit un procédé de massage efficace pour traiter l’œdème lymphatique, une maladie qui fait gonfler les bras et les jambes à cause de la rétention d'eau par le système lymphatique. En 1932, le physiothérapeute danois Emil Vodder améliora le procédé de Winiwarter: la méthode de Vodder est connue comme le drainage lymphatique manuel. Winiwarter est surtout connu pour avoir supervisé les éditions 9 à 16 de l'ouvrage Pathologie générale et thérapie chirurgicale de Billroth.
Il est professeur à l'Université de Liège jusqu'à son décès en 1917. Carl Gussenbauer, un autre étudiant de Billroth lui succède. Félix von Winiwarter (1852-1931), frère cadet d'Alexandre, a aussi été élève de Billroth. De 1878 à 1881 il a travaillé comme chirurgien assistant de Leopold Ritter von Dittel (1815-1878). En 1881, il devient directeur de l'hôpital régional à Hollabrunn.

## Sélection de publications
- (de) Untersuchungen über die Gehörschnecke der Säugethiere (Études sur la cochlée chez les mammifères), 1870.
- (de) Zur pathologischen Anatomie der Leber (Sur l'anatomie pathologique du foie), 1872.
- (de) Das maligne Lymphom und das Lymphosarkom (Lymphome et lymphosarcome malins) in Langenbeck's Archive, 1874.
- (de) Die Partielle Magenresektion; ein experimentelle operativ Studie (La gastrectomie partielle; une étude opératoire expérimentale) in Archiv fur klinische Chirurgie, 19, 1876, p. 347.
- (de) Beiträge zur Statistik der Carcinome (Contributions sur les statistiques du cancer), 1878.
- (de) Zur Chirurgie der Gallenwege (Sur la chirurgie des canaux biliaires), Publication commémorative en l'honneur de Billroth, 1892.
- (de) Die chirurgischen Krankheiten der Haut und des Unterhautzellgewebes (Les maladies chirurgicales de la peau et des tissus sous-cutanés), 1893.
- (de) Die Lehre von den chirurgischen Operationen und den chirurgischen Verbänden (L'apprentissage des opérations chirurgicales et des sutures chirurgicales), 1895